# Liste der Baudenkmale in Trassenheide
In der Liste der Baudenkmale in Trassenheide sind alle denkmalgeschützten Bauten der Gemeinde Trassenheide (Mecklenburg-Vorpommern) und ihrer Ortsteile aufgelistet. Grundlage ist die Veröffentlichung der Denkmalliste des Landkreises Ostvorpommern mit dem Stand vom 30. Dezember 1996.

## Baudenkmale nach Ortsteilen

### Trassenheide
| ID | Lage                                    | Bezeichnung        | Beschreibung | Bild               |
| -- | --------------------------------------- | ------------------ | --- | ------------------ |
|    | Bahnhofstraße (Karte)                   | Bahnhof            | Bahnhof an Hauptstrecke der UBB von Wolgast nach Ahlbeck (in Zinnowitz Abzweig Trassenmoor - Peenemünde), verputztes Gebäude, Rekonstruiert, gestalteter Vorplatz | Bahnhof            |
|    | Mühlenstraße (Karte)                    | Holländerwindmühle | Holländerwindmühle, erbaut 1905, Betrieb bis 1957, Ferienobjekt Carl Zeiss Jena, 1994 Privatisierung und Instandsetzung, nicht zugänglich                         | Holländerwindmühle |
|    | Strandstraße/Ecke Bahnhofstraße (Karte) | Kriegerdenkmal     | Kriegerdenkmal für Gefallene des 1. Weltkrieges in Grünanlage an Kreuzung                                                                                         | Kriegerdenkmal     |
|    | Bahnhofstraße95 (Karte)                 | ehem. Schule       | | ehem. Schule       |